# Castello delle Pietre
Das Castello delle Pietre oder Castrum Lapidum ist zusammen mit der Porta di Capua eines der beiden noch erhaltenen mittelalterlichen Burgen in Capua in der italienischen Region Kampanien und zum guten Teil ist noch ihre ursprüngliche Struktur sichtbar.

## Standort und Eigentümer
Die Burg befindet sich heute fast in der Mitte des historischen Zentrums von Capua an der Via Andreozzi, in der Nähe des innerstädtischen Abschnitts der Via Appia. Sie gehört der Republik Italien, die kürzlich das formelle Eigentum vom Innenministerium auf das Kulturministerium übertragen hat.

## Archäologische Überreste und Wiederverwendung der alten Materialien
Der Name des Gebäudes ist von der Wiederverwendung der großen Kalksteinblöcke abgeleitet, sehr regelmäßig geschnittener Blöcke, die der Sage nach vom altrömischen Amphitheater von Capua stammen sollen. Der gesamte Sockel aus weißem Kalkstein scheint wiederverwertet worden zu sein und kommt vermutlich tatsächlich vom Amphitheater Santa Maria Capua Vetere. In die Wandverkleidung sind einige dekorative Fragmente eingeschlossen, ein Block mit figürlichen Reliefen und ein Fragment eines Widmungsepigraphen („FIER“).

## Beschreibung und Aufbau
Die Burg zeigt sich heute als massives Gebäude im L-förmigem Grundriss, wobei der lange Arm des L in Richtung Stadtzentrum und der kurze in rechtem Winkel nach Osten zeigt, was man aber von außen nicht sehen kann, weil der Innenhof (mit Garten) an den Garten des Privathauses daneben angrenzt. Man nimmt zurecht an, dass die Burg in der Nähe der langobardischen Stadtmauer von Capua steht. Dennoch gibt es dafür aber keine archäologischen Beweise, vermutlich war die Anlage der Umfassungsmauer rechteckig (vielleicht sogar quadratisch) mit einem geschlossenen Innenhof mit weiteren drei Ecktürmen.
Die heute verschwundenen Flügel des Gebäudes wurden vielleicht beim Bau der Bastionen in der Renaissance, um 1568, abgerissen. In diesem Zusammenhang wurde das Stadttor („Burgtor“ oder „Porta San Giovanni“ genannt), das zunächst neben der Burg stand, 1561 an die neue, mit Bastionen versehene Umfassungsmauer versetzt.

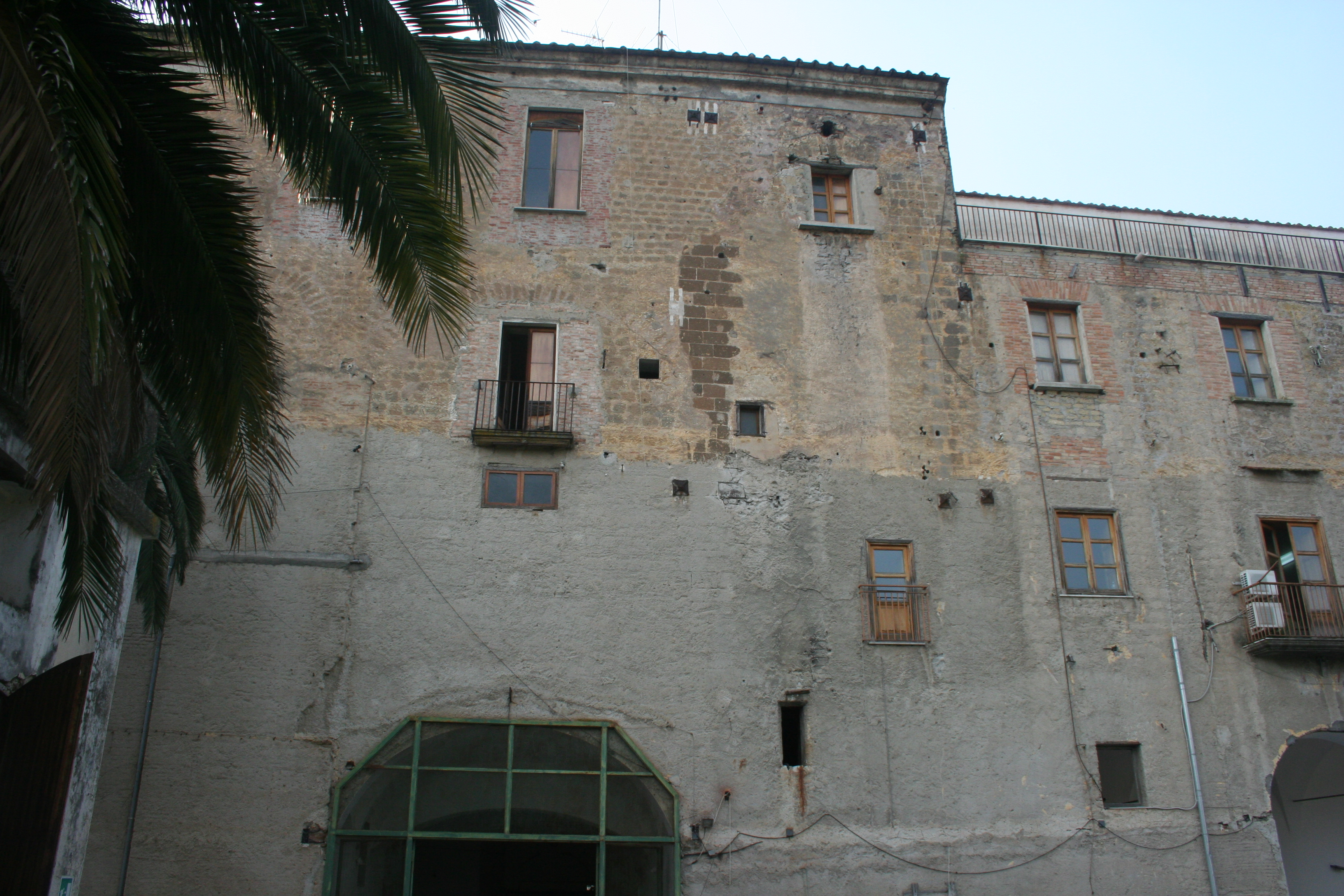
Fassade zum Innenhof

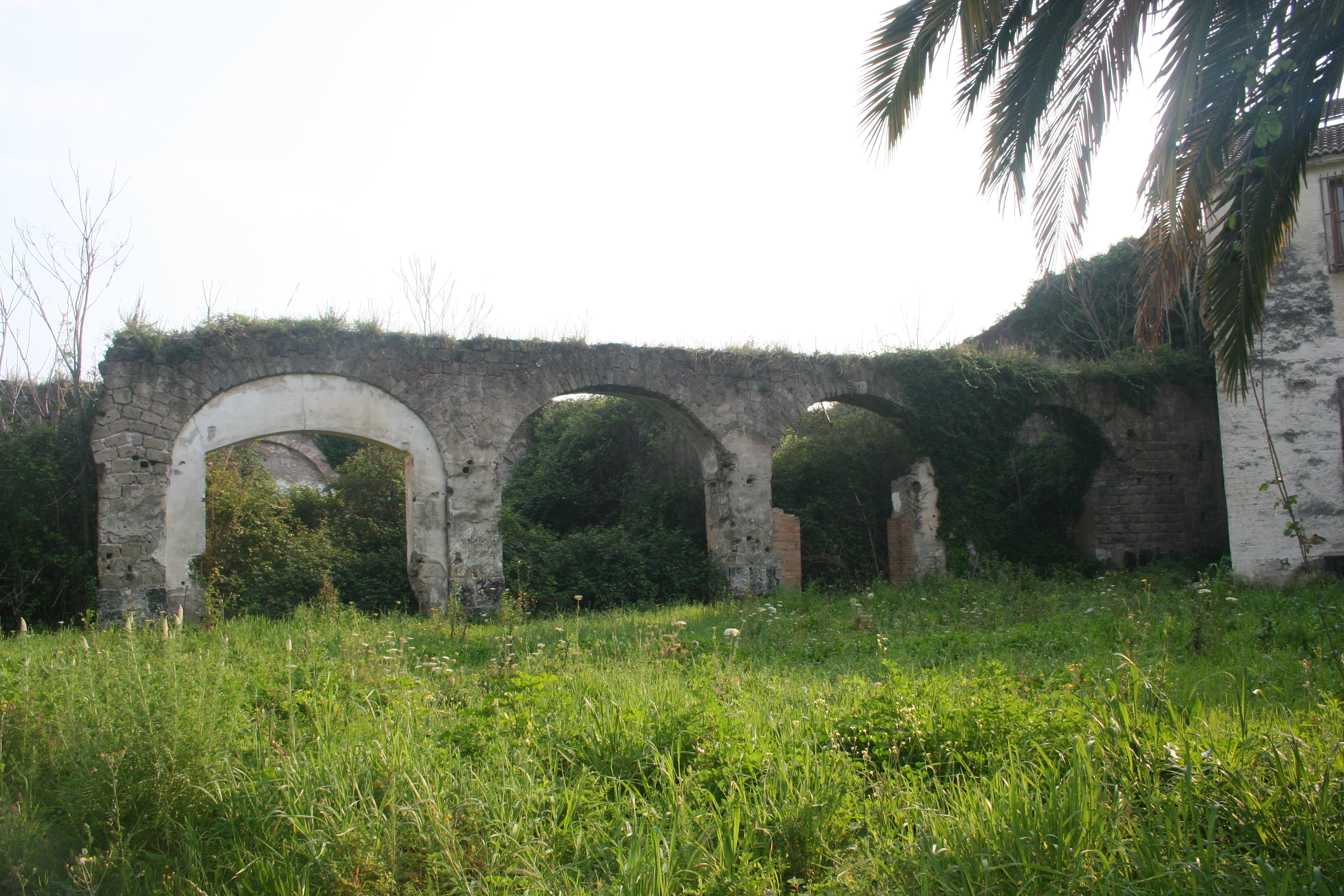
Innenhof

Der Hauptflügel hat eine lange Fassade zur Stadt hin und besitzt drei Stockwerke. Das erste Stockwerk und ein großer Teil des zweiten haben eine Fassade aus alten Steinblöcken. Die Technik der Wiederverwendung von Steinblöcken des alten Amphitheaters von Capua führte zur Schaffung regelmäßiger Reihen von Steinelementen, wie bei der Burg von Fondi.

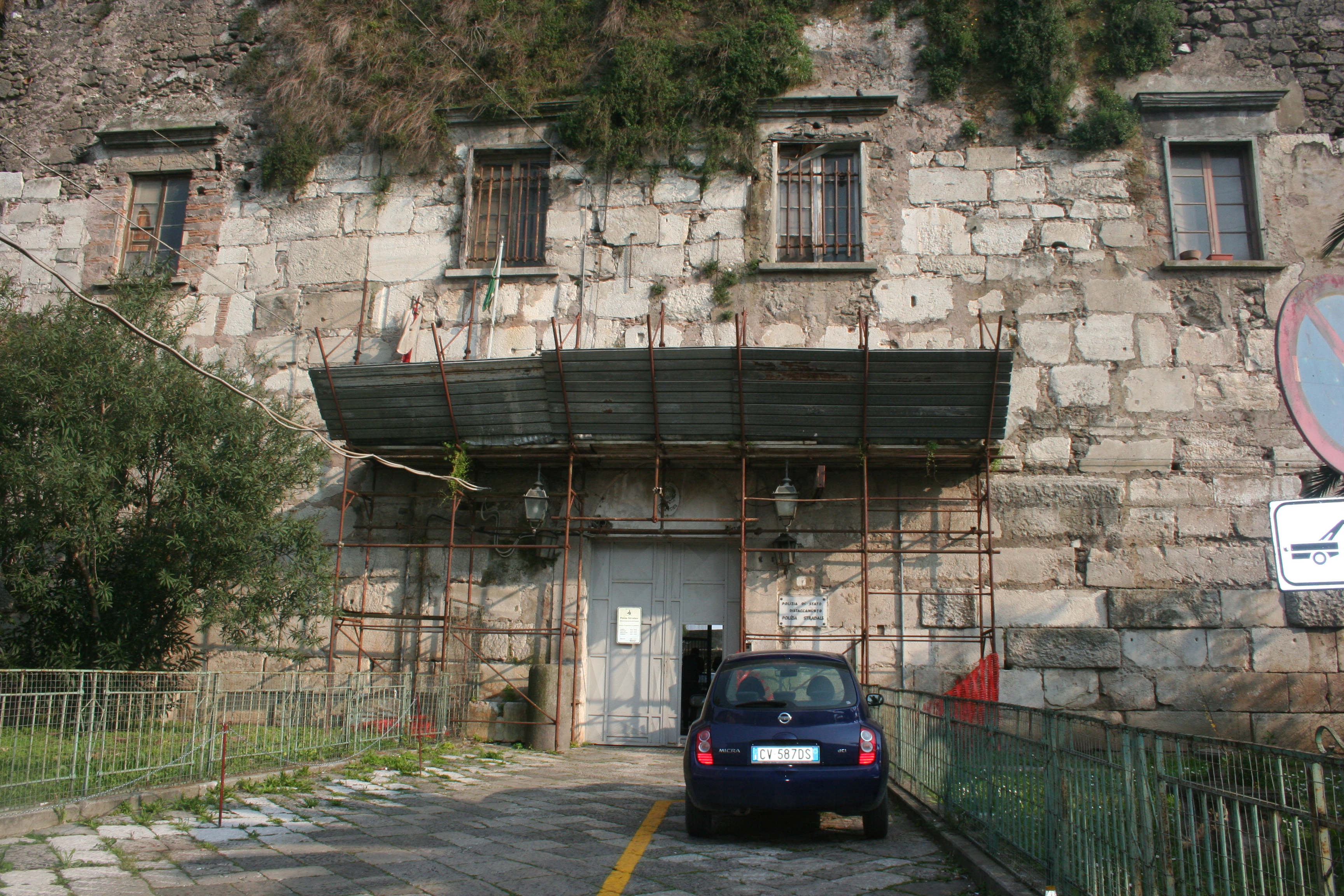
Fassade

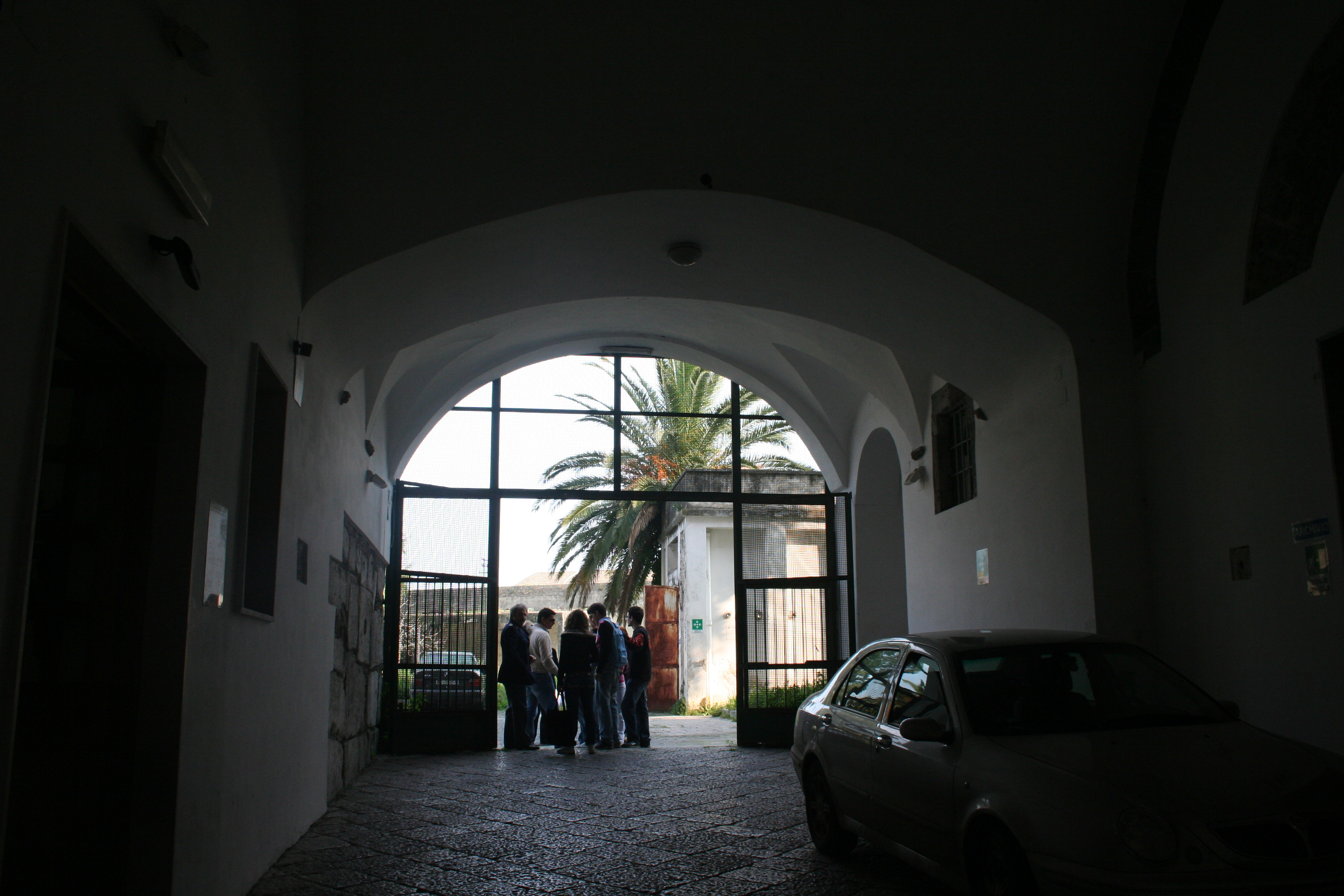
Atrium

Das erste Obergeschoss ist in Mauerwerk aus weniger regelmäßigen Tuffblöcken gehalten. Ein zweites Obergeschoss in Mauerwerk aus regelmäßigen Tuffblöcken (sichtbar vor der kürzlichen Anbringung des Verputzes) stammt aus einem Umbau, vermutlich im 19. Jahrhundert, der bereits in einer Zeichnung von 1812 dokumentiert ist.
Am rechten Rand der Fassade ist der Tuffrahmen eines großen spätgotischen Spitzbogenportals gemauert (1380–1430). Die rechteckigen Fenster an der Fassade stammen aus der Renaissance.
Am Verbindungspunkt der beiden Flügel, aber weit von der Kurtine vorspringend, erhebt sich der imposante Bergfried mit quadratischem Grundriss.

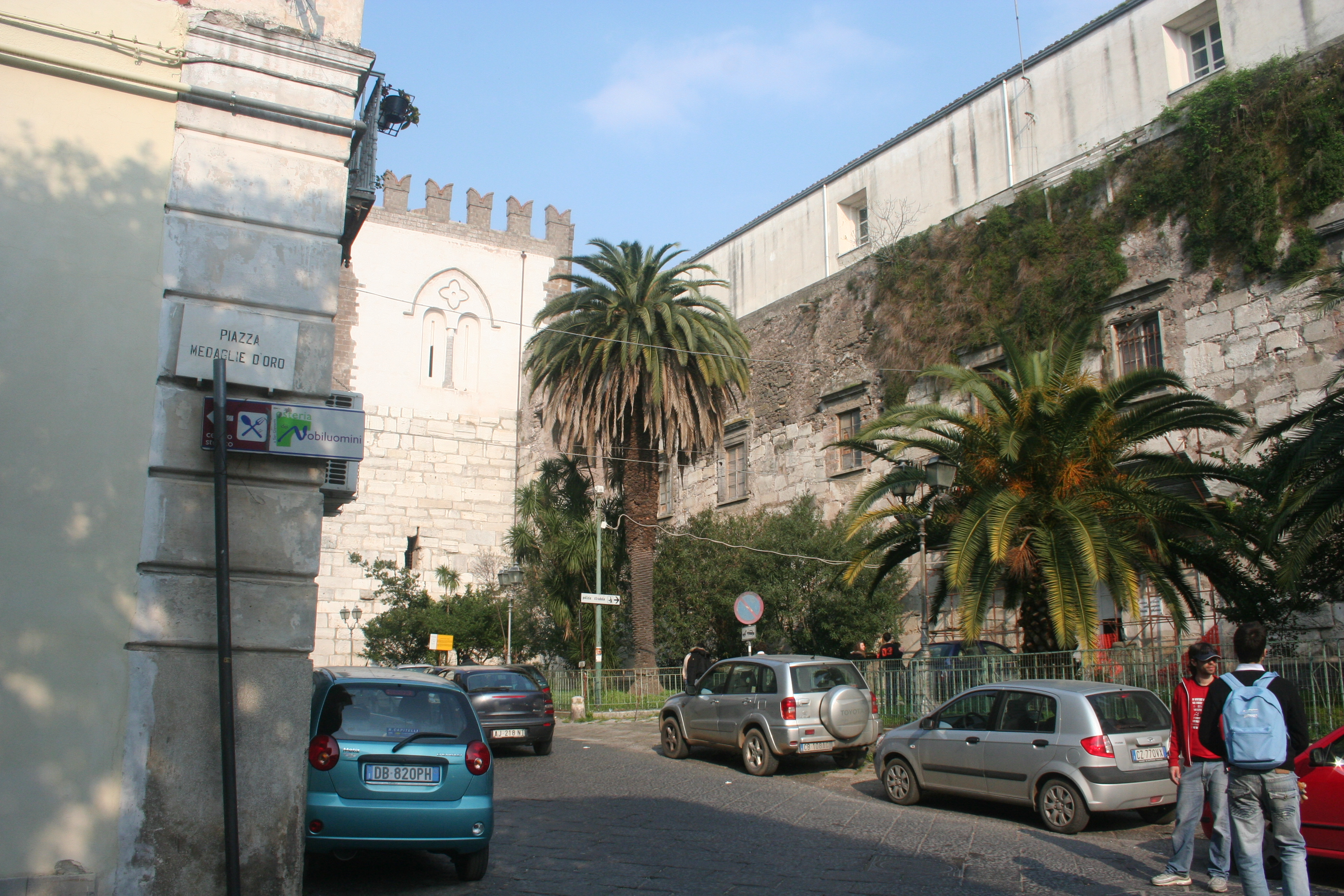
Fassade zum Bergfried hin

Schmale Einzelfenster gibt es an den Fassade des ersten Obergeschosses des Bergfrieds; es sind die ursprünglichen Fensteröffnungen. Im Untergeschoss befindet sich eine Zisterne. Das Stockwerk, das durch die Einzelfenster belichtet ist, hat Kreuzgewölbedecken, die auch durch einen Pfeiler in der Mitte getragen werden. In diesen Raum gelangt man durch ein quadratisches Portal, das sich zum Hofflügel hin öffnet. Die Terrasse war nur über eine Falltür in der Mitte des Gewölbes erreichbar.
Der Aufbau des Bergfrieds, seine Zinnenkrone und die Doppelfenster sind Rekonstruktionen des späten 19. Jahrhunderts im neugotischen Stil.

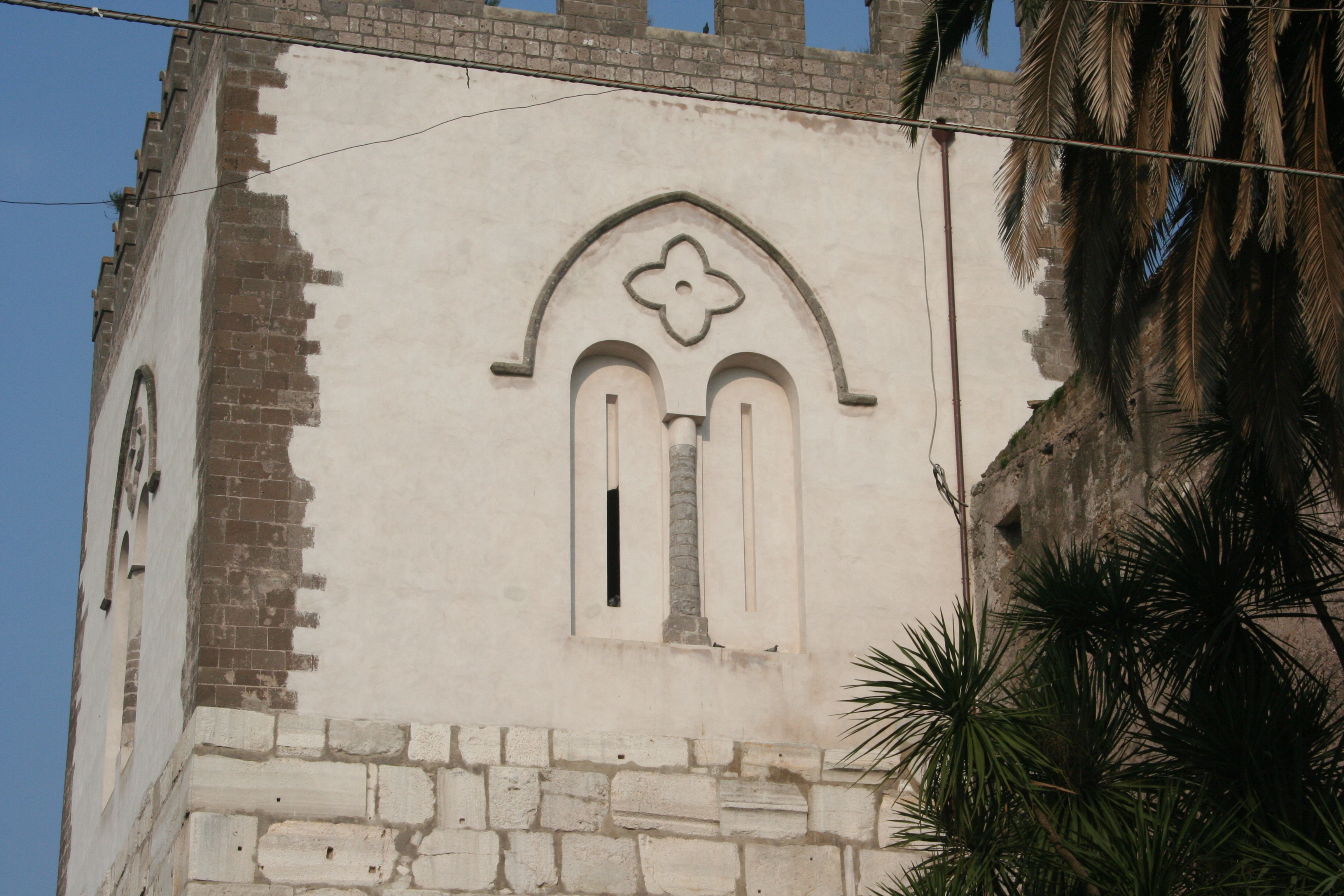
Der Aufbau des Bergfrieds aus dem 19. Jahrhundert

## Ursprung und Datierung
Auf Grundlage einer Passage von Amato di Montecassino wird der Bau des Gebäudes traditionell Riccardo Quarrel Drengot, Graf von Aversa und später Prinz von Capua zugeschrieben, dem es 1062 gelang, die Stadt definitiv zu unterwerfen. Die Bauarbeiten waren möglicherweise im Jahre 1073 abgeschlossen.

## Geschichtliche Dokumentation
Die erste Erwähnung der Burg 1065 ist bei Goffredo Malaterra („De rebus gestis Rogerii Calabriae et Siciliae comitis et Roberti Guiscardi ducis fratris eius“). Die erste Zitierung war 1184 als „Castellum novum“. 1191 sah der große Turm („maxima turris“) die Belagerung des Grafen von Acerra, Richard, gegen den Staufer Konrad von Lützelhardt (genannt „Gehirnfliege“).

## Die Legende von Klingsor
Die Legende erzählt, dass im Castello delle Pietre der Herzog und Magier Klingsor gelebt hätte und dass er, nachdem der König von Sizilien ihn entmannt hatte, weil er die Königin belästigt hatte, sich nach Persien begeben hätte und dort eine zweite Burg, Schastel Marveile, komplett mit einem verzauberten Garten, geschaffen hätte: Von diesem erzählen Parzival von Wolfram von Eschenbach und sechs Jahrhunderte später die Oper Parsifal von Richard Wagner.
Nach Walter Johannes Stein soll die Vorlage für Klingsor kein Normanne, sondern ein Langobarde sein, nämlich der Graf und Bischof von Capua, Landolf II., der vom Geschichtswissenschaftler Erchempert in seiner Historia Langobardorum Beneventanorum als dunkler Magier dargestellt wird. Genau an dieser Beschreibung Landolfs II. durch Erchempert ließ sich der Autor des Parsival inspirieren (Dort ist der Name des Magiers nicht genau „Klingsor“, wie bei Wagner, sondern „Clinschor“).
Im selben Gedicht ist ein König von Sizilien, Ibert, erwähnt, ebenso wie seine Gattin Iblis: Somit bestätigt sich die normannische These, dass der Name „Iblis“ das Anagramm von „Sibil“ ist und Sibylle von Acerra war die Gattin von Tankred, der 1189–1194 König von Sizilien war. Einige Jahre nach dem Tod von Tankred schrieb Wolfram von Eschenbach sein Gedicht. Dies würde die Idee unterstützen, dass Klingsor in der Phantasie des Dichters ein normannischer Herzog war und so ergibt sich die Identifikation seiner Burg in Capua als Castello delle Pietre.